# Claudia Rouaux
Claudia Rouaux, née le 13 octobre 1963 à Sainte-Gemmes-d'Andigné (Maine-et-Loire), est une femme politique française.
Membre du Parti socialiste, est élue conseillère municipale de Montfort-sur-Meu en 2001 et conserve son mandat pendant dix-neuf ans. En 2010, elle est élue conseillère régionale de Bretagne. Elle devient députée de la troisième circonscription d'Ille-et-Vilaine en 2020 après la mort de son titulaire, François André.

## Biographie

### Situation personnelle
Née le 13 octobre 1963 à Sainte-Gemmes-d'Andigné, Claudia Rouaux est gestionnaire à l'INRAE.

### Parcours politique local
Membre du Parti socialiste (PS), elle soutient la motion de François Hollande au congrès du Mans en 2005.
Elle est élue conseillère municipale à Montfort-sur-Meu en 2001, en tant que première adjointe de Victor Préauchat, puis réélue en 2008 dans l'opposition de Delphine David (Union pour un mouvement populaire). Elle est la suppléante du député PS Marcel Rogemont, pour la XIIIe législature, de 2007 à 2012. Elle est candidate pour le PS aux élections cantonales de 2008 dans le canton de Montfort-sur-Meu ; avec 46 % des voix, elle est battue au second tour par Christophe Martins.
Claudia Rouaux est élue conseillère régionale aux élections régionales de 2010 dans la circonscription d'Ille-et-Vilaine, sur la liste de Jean-Yves Le Drian. En 2014, elle est désignée tête de la liste divers gauche pour les élections municipales à Montfort-sur-Meu ; face à la maire UMP sortante Delphine David, sa liste arrive deuxième au premier et au second tour. Elle est dans le même temps élue au conseil communautaire de Montfort Communauté. Elle est réélue conseillère régionale aux élections de 2015, toujours sous les couleurs du PS. Elle siège avec le groupe de l'Alliance progressiste des socialistes et démocrates de Bretagne et est membre de la commission des Finances et affaires générales et de la commission permanente.
Elle soutient Manuel Valls à la primaire socialiste de 2017. La même année, elle devient la suppléante du député socialiste François André, candidat à sa réélection aux élections législatives. Ce dernier, une fois réélu, quitte le PS et devient apparenté au groupe La République en marche.
Se disant « lassée » de ses deux mandats dans l'opposition, elle annonce en 2019 ne pas vouloir se représenter aux élections municipales de 2020.

### Députée
Lorsque François André meurt le 11 février 2020 des suites d'un cancer, c'est Claudia Rouaux qui lui succède,. Entrée à l'Assemblée nationale le lendemain, elle siège au sein du groupe socialiste.
En mai 2022, elle est investie par le Parti socialiste, pour la coalition Nouvelle Union populaire écologique et sociale, dans la troisième circonscription d'Ille-et-Vilaine. Elle remporte l'élection à l'issue du second tour face au candidat LREM, Christophe Martins.
Elle est réélue dans une triangulaire (face aux candidates Ensemble pour la République et Rassemblement national) dans le cadre des élections législatives anticipées de 2024, convoquées à la suite de la dissolution de l'Assemblée nationale par le président de la République, Emmanuel Macron. Elle est candidate pour le Parti socialiste, dans le cadre de la coalition du Nouveau Front populaire (NFP).

## Détail des mandats et fonctions

### À l’Assemblée nationale
- depuis le 12 février 2020 : députée de la XVe législature. Elle est membre de la commission des Affaires culturelles et de l'Éducation[1].

### Au niveau local

#### Conseillère municipale
- mars 2001-mars 2008 : conseillère municipale de Montfort-sur-Meu
- mars 2008-mars 2014 : conseillère municipale de Montfort-sur-Meu
- mars 2014-juillet 2020 : conseillère municipale de Montfort-sur-Meu

#### Conseillère régionale
- 26 mars 2010-décembre 2015 : conseillère régionale de Bretagne
- depuis décembre 2015 : conseillère régionale de Bretagne

#### Conseillère communautaire
- mars 2014-juillet 2020 : conseillère communautaire de Montfort Communauté